# Vastutuulelaev
Vastutuulelaev (Deutsch „Gegenwindschiff“) ist der Titel eines biographischen Romans des estnischen Schriftstellers Jaan Kross (1920–2007). Inspiriert wurde Kross durch die Lebensgeschichte des aus Estland stammenden Optikers, Astronomen und Erfinders Bernhard Schmidt (1879–1935).

## Roman
Der Roman erschien 1987 in estnischer Sprache. Er umfasst im estnischen Original der Erstausgabe 319 Seiten.

## Handlung
Das Buch trägt den Untertitel Bernhard Schmidti romaan („Roman über Bernhard Schmidts“).
Die Geschichte erzählt das Leben des Physikers und Erfinders Bernhard Schmidt (1879–1935). Schmidt wurde auf der vor Tallinn liegenden estnischen Insel Naissaar (deutsch Nargen) geboren, verbrachte aber den größten Teil seines Lebens in Deutschland. Er starb 1935 in Hamburg, woraus folgt, dass auch seine Probleme in der Nazizeit zur Sprache kommen.
Durch einen Unfall in der Kindheit verlor Schmidt seinen rechten Arm. Trotzdem biss er sich im Leben durch und wurde zu einem der größten aus Estland stammenden Erfinder. Auf ihn geht in den 1930er Jahren die Herstellung perfekter Linsen und Spiegel für astronomische Geräte zurück.

## Erzählweise
Wie in den meisten seiner Bücher mischt Kross Reales und Fiktionales, um seine Romanfigur auszugestalten. Kross schreibt dazu zu Beginn des Romans an den Leser:
Niisiis, raamat, mille te avate, pole Bernhard Schmidti elulugu ei taeduslikus ega populaarteaduslikus mõttes. Kui romaniseeritud eluloo mõistet romaanimõiste suunas kõvasti välja venitada, võiks ehk nimetada seda raamatut romaniseeritud elulooks. Aga ennekõike on see autori meelest ikkagi romaan. Mis tähendab kõigepealt seda, et ajaloolised ja välmitud seigad on nende kaante vahel võrdselt tõesed. Näiteks: mu vestlused Bernhard Schmidti kohanud inimestega Saksamaa Liitvabariigis (kus ma nendega vestlesin) on niisama tõesed kui mu jutud Erik Schmidtiga Mallorcal (kuhu reisimine osutus minu jaoks liiga keeruliseks, nii et ma pole seal üldsegi käinud). Muuseas: vähemalt osa mõttevahetustest Erik Schmidtiga on postitsi või telefonitsi ka väljaspool romaanitasandit siiski toimunud.
„Nun, das Buch, welches Sie öffnen, ist keine Biographie Bernhard Schmidts, weder im wissenschaftlichen noch im populärwissenschaftlichen Sinn. Wenn man den Gedanken einer Biographie in Romanform in Richtung des Romangedankens stark dehnt, könnten man dieses Buch vielleicht als eine romanisierte Biographie bezeichnen. Aber vor allem ist es nach Ansicht des Autors gleichwohl ein Roman. Das bedeutet vor allem, dass die historischen und die fabrizierten Elemente zwischen diesen Buchdeckeln gleichermaßen wahr sind. Zum Beispiel: meine Gespräche in der Bundesrepublik Deutschland, wo ich mit den Menschen gesprochen habe, die mit Bernhard Schmidt vertraut waren, sind so wahr wie meine Gespräche mit Erik Schmidt auf Mallorca (wohin das Reisen für mich zu umständlich war, so dass ich gar nicht dorthin gefahren bin). Übrigens: zumindest ein Teil des Gedankenaustauschs mit Erik Schmidt hat postalisch oder telefonisch auch außerhalb der Ebene des Romans tatsächlich stattgefunden.“

## Berühmte Zitate
- Meie peeglid peegeldavad meie udusid ideaalselt. Meie ise peegeldame oma ideaale üpris uduselt. - „Unsere Spiegel spiegeln unsere Unschärfe in idealer Weise. Wir selbst spiegeln unsere Ideale sehr unscharf.“

- Mida tähendavad probleemid mingis isiklik-inimlikus mõttes? Nad on ju liiga ebamäärased, et neist lobiseda! Ja liiga õrnad ka. Ja kaugelt liiga ühekordsed, et neid probleemideks nimetada. Teaduslikud probleemid, sellest ma saan aru, sest neile on võimalik süstemaatiline lähenemine. - „Was bedeuten Probleme in persönlich-menschlicher Hinsicht? Sie sind ja zu unbestimmt, um von ihnen zu reden! Und auch zu zärtlich. Und von Ferne zu einmalig, um sie Probleme zu nennen. Wissenschaftliche Probleme, von denen verstehe ich etwas, denn ihnen kann man sich systematisch nähern.“

## Übersetzungen
- Finnisch: Vastatuulen laiva. Suom. E. Lille. Porvoo etc.: Söderström 1990. 429 S.
- Schwedisch: Motvindsskeppet. Översätting från estniskan av Ivo Iliste och Brigitta Göranson. Stockholm: Natur och Kultur 1997. 428 S.
- Französisch: L'Œil du grand tout. Traduit par Jean-Luc Moreau. Paris: Robert Laffont 1997. 332 S.
- Englisch: Sailing against the wind. Translated from the Estonian by Eric Dickens. Evanston (Ill.): Northwestern University Press, 2012. 347 S.
- Deutsch: Gegenwindschiff. Bernhard Schmidts Roman. Aus dem Estnischen von Cornelius Hasselblatt und Maximilian Murmann. Mit einem Nachwort von Cornelius Hasselblatt. Hamburg: Osburg Verlag 2021. 429 S.
- Niederländisch: Het tegenwindschip. Roman over Bernhard Schmidt. Vertaald door Frans van Nes. Prometheus: Amsterdam 2022. 383 S.